# Rönneburg
Rönneburg o en baix alemany Rönnborg és un barri del districte d'Harburg al sud de l'estat d'Hamburg a Alemanya, a la frontera meridional toca amb Baixa Saxònia. A la fi de 2011 tenia 3198 habitants a una superfície de 2,3 km². Està regat pel canal del Seeve i uns petits rierols.

## Història

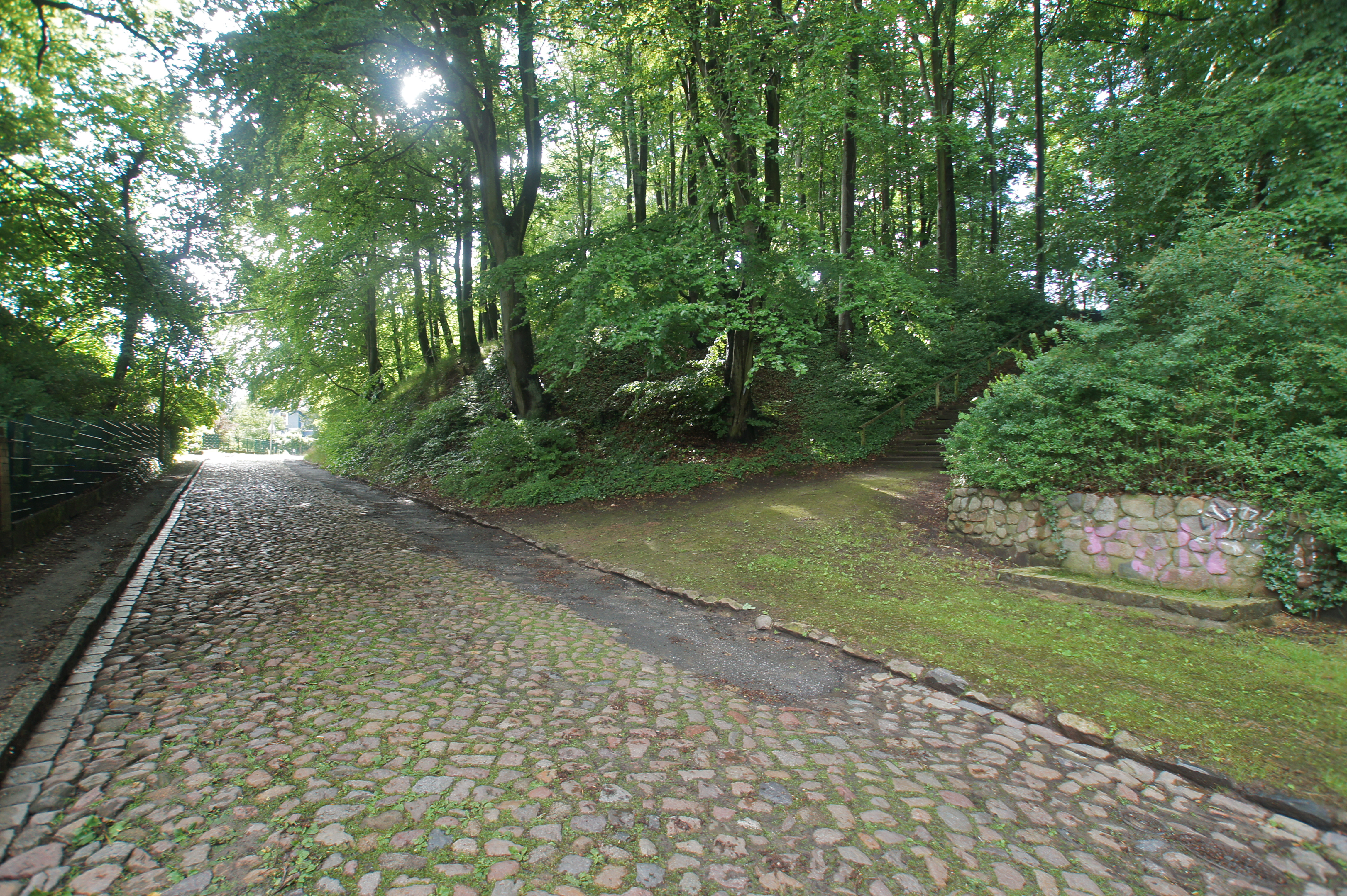
Pujada cap al burg

El mont d'uns 45 m que era a l'origen del poble és un relicte de la morrena terminal de la glacera de la vall de l'Elba formada durant la Glaciació de Riss, fa uns 160.000-120.000 anys. La posició estratègica del pujol al geest damunt una plana d'argila fèrtil i al marge d'un rierol Rönne ja al temps prehistòrics va atreure l'home. La vegetació opulent d'avui només permet estimar la vista llunyana d'hivern quan no hi ha fullam. El punt culminat del poble és el Fuchsberg (mont guillot)

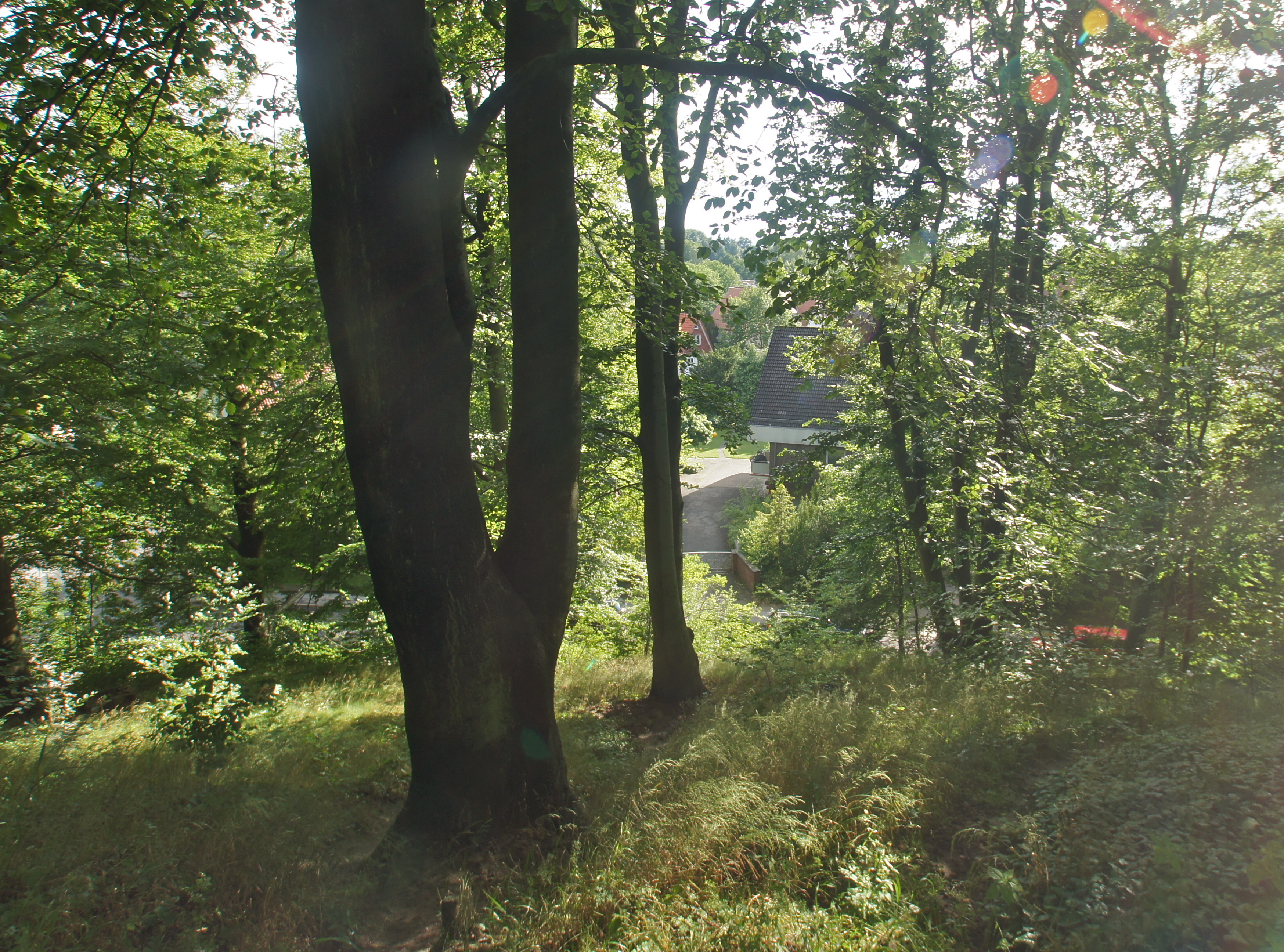
El poble vist del cim del Rönneberg en direcció oest

L'ocupació permanent data de l'edat mitjana anterior quan els saxons construeixen un burg per tal de poder protegir-se contra les invasions vikingues que començaren des del 845. El burg no era un castell fortificat al sentit arquetípic però una palissada d'uns 80 per 34 metres i una talaia de fusta. Encara no s'ha pogut identificar qui eren els senyors del castell. El primer esment escrit, Runneborge data del 1233 en un acte al qual el delme dels masos s'empenyora al monestir de Walsrode. Al segle xv, els quatre masos i els seus 100 vaques, 80 porcs, 30 cavalls i 42 ovelles pertanyien als ducs de Brunsvic-Lüneburg. Segons d'administració eclesiàstica, pertanyia a la parròquia de Sinstorf.
El 1645 va crear-se la vegueria de Höpen dins de l'amt d'Harburg del qual la seu administrativa va trobar-se a Rönneburg, el que va contribuir a l'extensió del poble en arribar molts masovers més, fins que el 1836 obtingués la seva escola pròpia.
La construcció d'una línia tramviària a la fi del segle xix - aixecat el 1971 - va canviar el poble en lloc d'estiueigs dels hamburguesos benestants que van construir-hi unes vil·les destacables al peu del Burgberg. El 1937 va fusionar-se amb la ciutat d'Hamburg després de la llei de l'àrea metropolitana d'Hamburg.

## Economia
El poble queda principalment com un barri dormitori. Tot i que queda molt verd, no hi ha cap més agricultura com a activitat principal. Té unes empreses majors de construcció de carrils, de construcció i una impremta industrial. Tret d'un restaurant, no hi ha gaires serveis de proximitat.

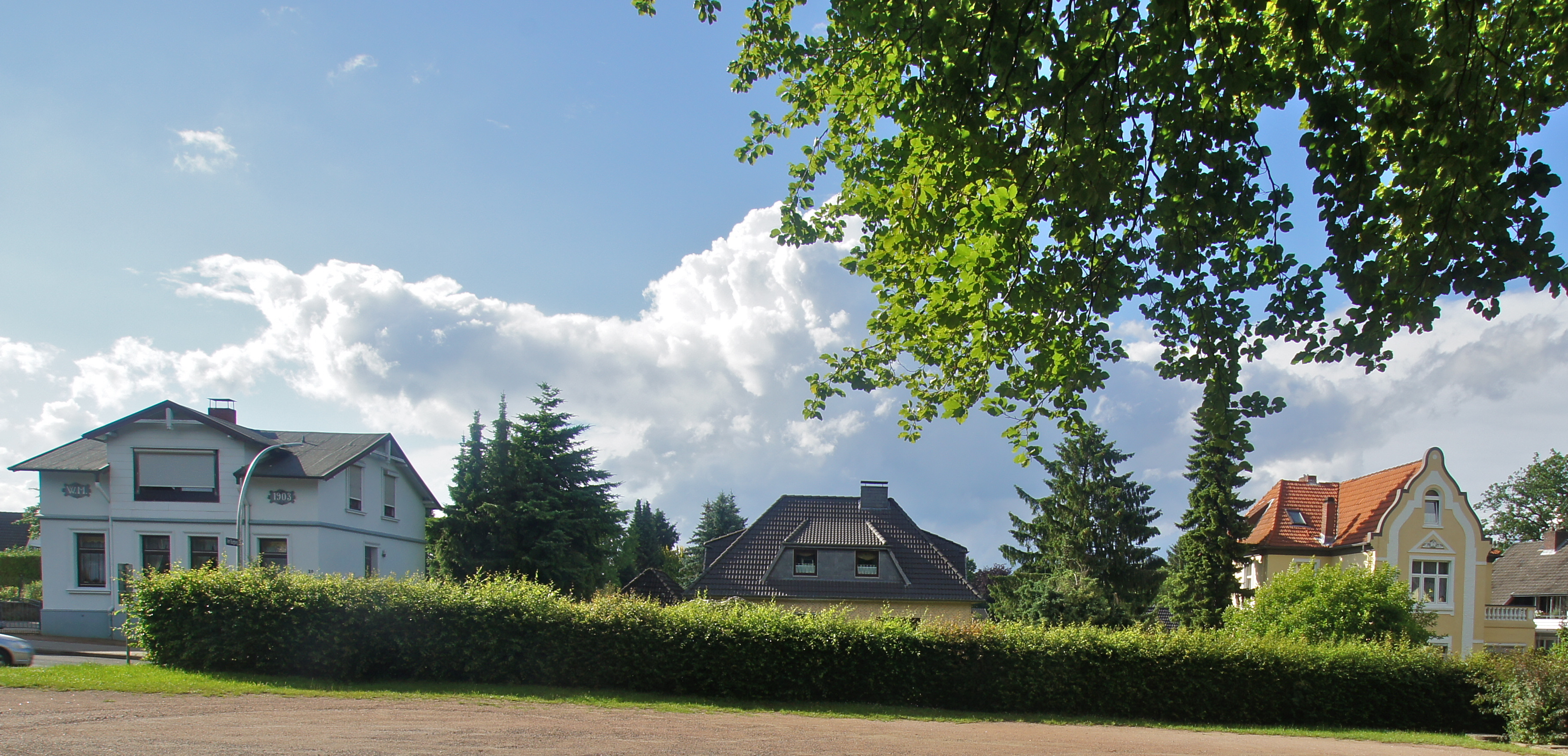
Vil·les al carrer Küstersweg
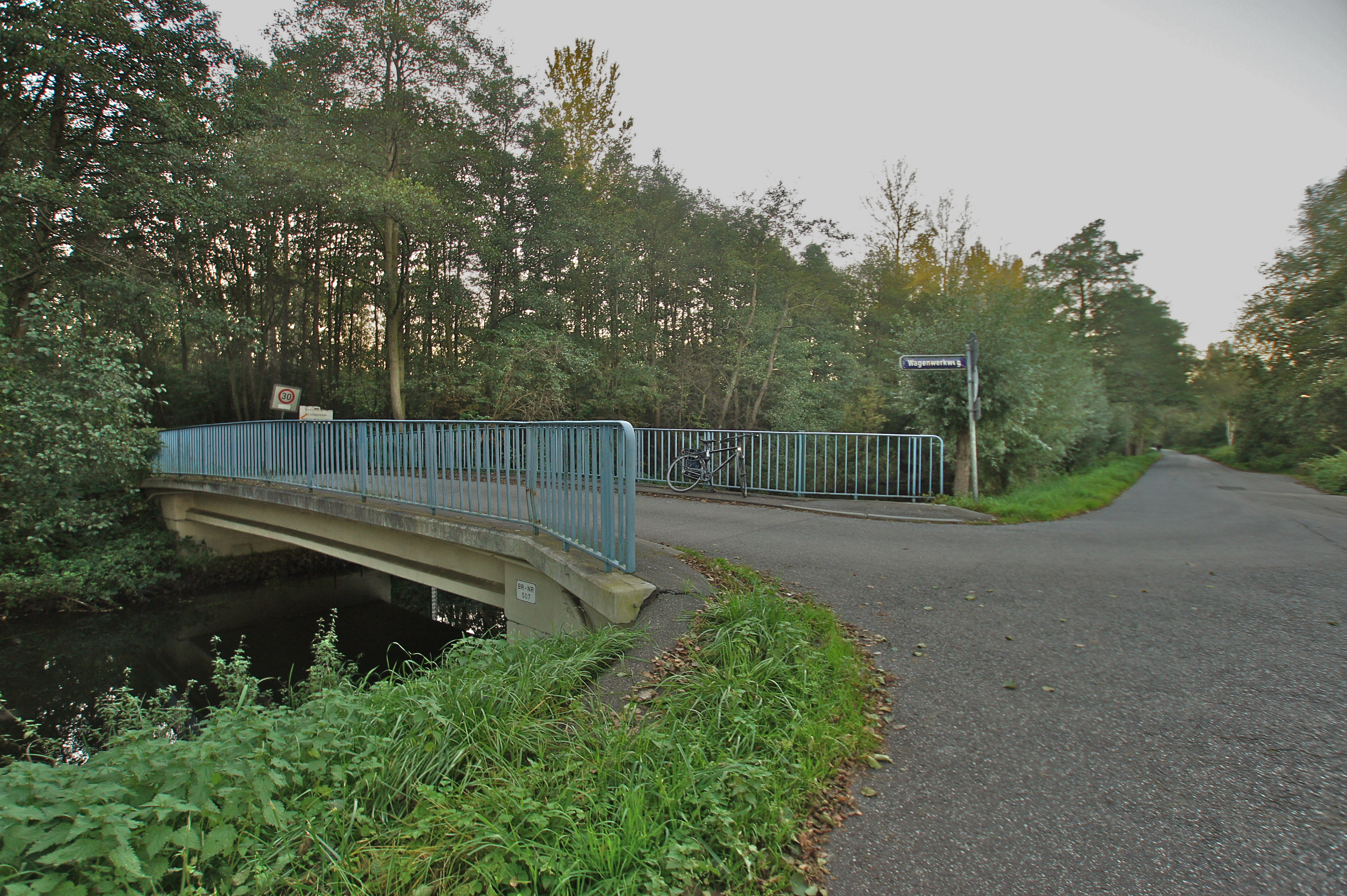
Pont al Canal del Seeve a la frontera amb Baixa Saxònia
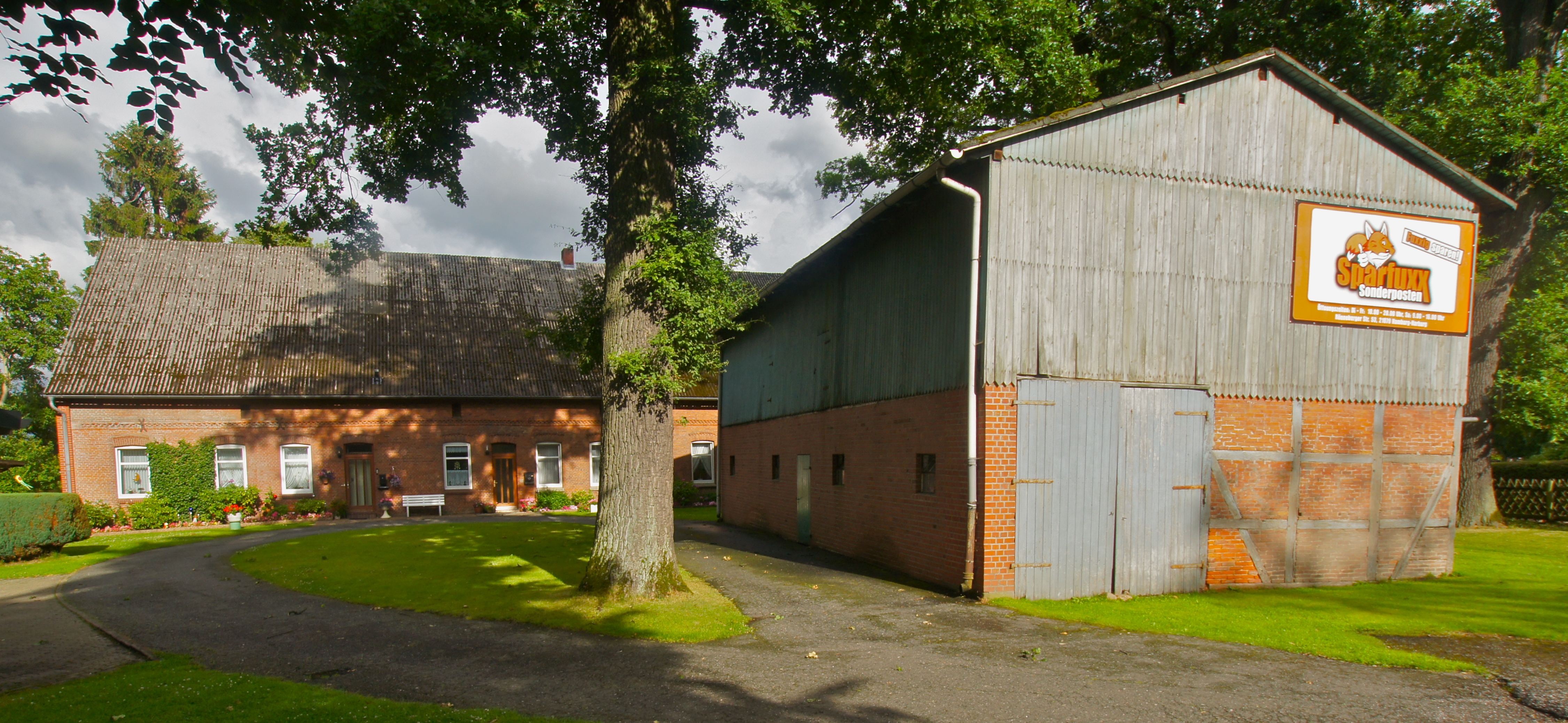
Mas al Carrer del Canceller
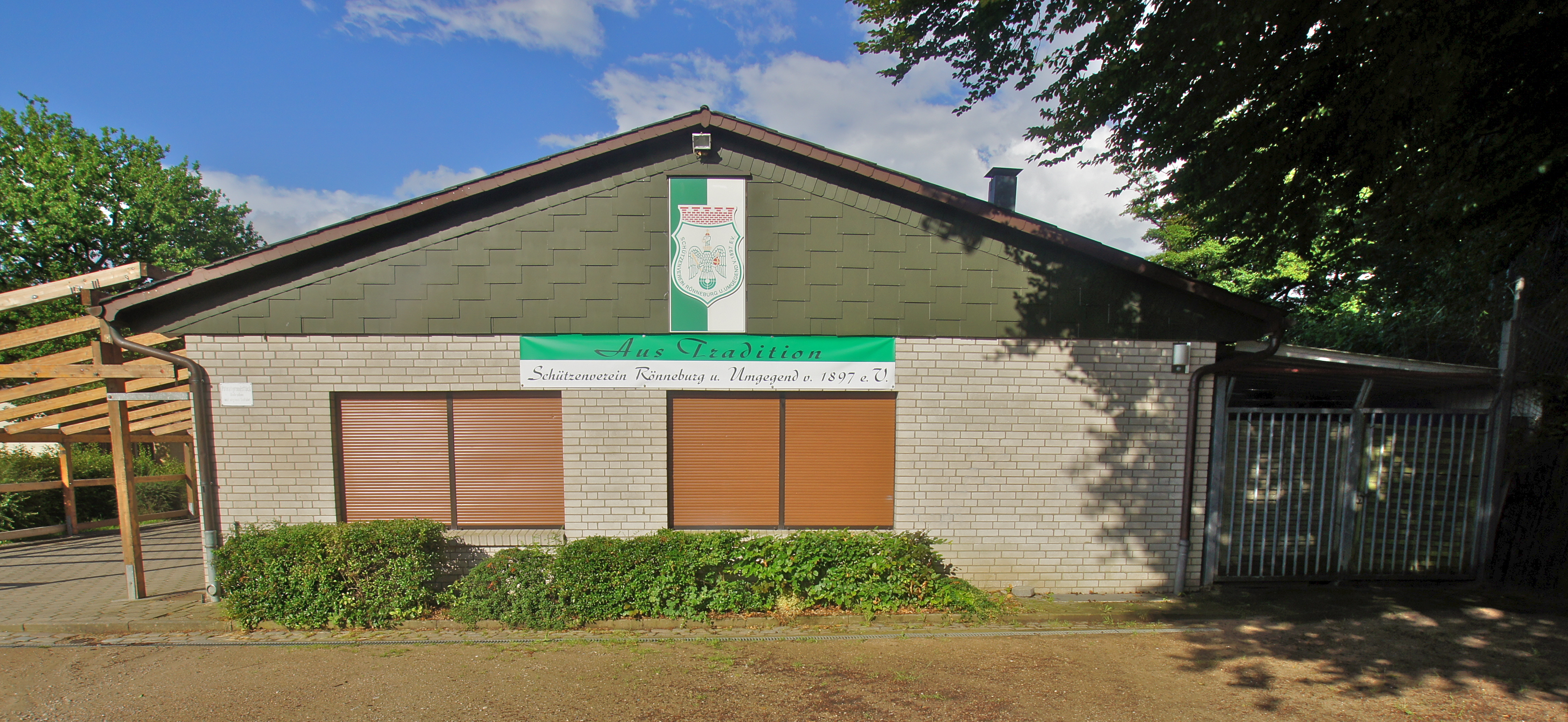
Local del club de tir

## Llocs d'interès
- El Burgberg
- El passeig a l'entorn del Fuchsberg
- El sender per bicicletes al llarg del Canal del Seeve